# Hraničná (Halže)
Hraničná, bis 1948 Hermannsreith, volkstümlich Abgout, ist eine Wüstung auf dem Gebiet der Gemeinde Halže (Hals) in Tschechien. Das erloschene Dorf lag sechs Kilometer nordöstlich von Bärnau unmittelbar an der deutschen Grenze und gehört zum Okres Tachov. Mit dem bayerischen Hermannsreuth bildete es ein geschlossenes Siedlungsgebiet.

## Geographie
Der Weiler Hraničná befand sich auf einem erhöhten Platz rechtsseitig über dem Tal des Retterbaches (Mže) im böhmischen Teil des Oberpfälzer Waldes (Český les). Südöstlich erheben sich der Kočičí vrch (Katzenberg, 715 m n.m.) und die Javořina (Ahornberg, 730 m n.m.), im Süden das Große Dürrmaul (801 m ü. M.) sowie nordwestlich der Auf der Platte (767 m ü. M.). Die Ortswüstung liegt im Landschaftsschutzgebiet Český les.
Nachbarorte waren Mühllohe und Untere Kellermühle im Norden, Zadní Žďár (Hinterbrand) im Nordosten, Doly (Thörl) und Branka (Galtenhof) im Osten, Obora (Thiergarten) und Kočičí Mlýn (Katzenmühle) im Südosten, Větrov (Baderwinkel) im Süden, Bärnau und Ödwaldhausen im Südwesten, Hermannsreuth im Westen sowie Ahornberg im Nordwesten.

## Geschichte
Das zum Bärnauer Weichbild im Stiftland gehörige Dorf Hermannsreuth wurde 1350 unter dem Namen Hartmannsreuth erstmals urkundlich erwähnt, als der böhmische König Karl IV. die Stadt Bärnau vom Stift Waldsassen erwarb und den Böhmischen Kronländern zuschlug (Neuböhmen). 1405 wurde das Gut Hermannsreuth Teil der Kurpfalz; zwischen 1548 und 1645 gehörte es der Familie Abgott. Im Jahre 1555 pachtete der Hermannsreuther Gutsbesitzer Adam Abgott von der böhmischen Burgherrschaft Tachau das östlich von Hermannsreuth auf böhmischer Seite gelegene Weideland erblich.
Zu Beginn des 18. Jahrhunderts begann die Besiedlung der böhmischen Hermannsreuther Weiden. Die erste urkundliche Erwähnung der aus fünf Anwesen bestehenden Siedlung Hermannsreut erfolgte 1713 im Steuerkataster der Herrschaft Tachau. 1785 standen in Hermannsreut bereits 13 Häuser.
Im Jahre 1835 war die im Pilsner Kreis gelegene, volkstümlich auch Abgut bzw. Abgott genannte Siedlung Hermannsreith nach Baderwinkel konskribiert. Sie bestand aus kleinen hölzernen Vierseithöfen egerländischen Typs und hing mit dem bayrischen Dorf Hermannsreuth zusammen. Pfarrort war Hals. Bis zur Mitte des 19. Jahrhunderts blieb die Ansiedlung der Familienfideikommissherrschaft Tachau untertänig, Besitzer waren die Grafen Windisch-Graetz.
Nach der Aufhebung der Patrimonialherrschaften bildete Hermannsreith ab 1850 einen Ortsteil der Gemeinde Paulusbrunn im Bezirk und Gerichtsbezirk Tachau. Im Jahre 1869 hatte das Dorf 238 Einwohner und bestand aus 17 Häusern. Im Jahre 1900 lebten in Hermannsreith 129 Personen, 1910 waren es 125. Erwerbsquellen waren die Forstarbeit und die Fertigung von Knöpfen und Schmuck aus Perlmutt.
Nach dem Zusammenbruch der k.k. Monarchie wurde das Dorf 1918 Teil der neu gebildeten Tschechoslowakei. Beim Zensus von 1921 lebten in den 23 Häusern des Ortes 129 Personen, davon 110 Deutsche. Im Jahre 1930 bestand Hermannsreith aus 23 Häusern und hatte 123 Einwohner. Im Ort gab es eine hölzerne Kapelle und eine einklassige Volksschule. Am 26. September 1938 wurde der tschechoslowakische Gendarmeriewachtmeister Ladislav Mráz bei Hermannsreith erschossen. Nach dem Münchner Abkommen wurde Hermannsreith im Oktober 1938 dem Deutschen Reich zugeschlagen und gehörte bis 1945 zum Landkreis Tachau. In den letzten Tagen des Zweiten Weltkrieges nahm am 3. Mai 1945 eine Einheit der U.S. Army das Dorf nach Kampfhandlungen mit der Waffen-SS ein; dabei brannten zehn Gehöfte nieder bzw. wurden bei dem Gefecht zerstört. Nach dem Ende des Krieges wurde Hermannsreith wieder Teil der Tschechoslowakei. Die deutschböhmische Bevölkerung wurde 1946 enteignet und vertrieben, die Mitnahme ihres Hab und Guts wurde gestattet. Die meisten der Bewohner von Hermannsreith wurden in Hermannsreuth aufgenommen und gründeten zusammen mit Vertriebenen aus den Nachbarorten westlich von Hermannsreuth die Buchenwald-Siedlung. Eine Wiederbesiedlung des zur Hälfte zerstörten Dorfes erfolgte wegen der unmittelbaren Grenzlage nicht. 1948 wurde Hermannsreith in Hraničná umbenannt. Hraničná wurde nach der Errichtung des Eisernen Vorhangs Teil der gesperrten Grenzzone. Beim Zensus von 1950 war Hraničná unbewohnt; sämtliche Häuser wurden 1951 abgerissen. Der Ortsteil Hraničná wurde 1955 offiziell aufgehoben. Die als Weideland genutzte Dorfstelle ist heute kaum noch erkennbar, erhalten sind geringe Mauerreste, zwei alte Bäume, ein Brunnen, sowie ein zum Grundstück Nr. 17 von Hermannsreuth gehöriges Aborthäuschen.

## Grenzüberschreitende Grundstücksnutzung und Grenzzwischenfall von 1965
1911 erwarb der aus Hermannsreith stammende Ferdinand Dill den als letztes Gehöft vor der Grenze gelegenen Vierseithof Nr. 17 im bayrischen Hermannsreuth. Wegen der durch die Dorfstraße und die Staatsgrenze eingeengten Lage des Grundstücks kaufte der Kleinbauer Dill noch zwei angrenzende Tagwerk Ackerland in Böhmen und legte hinter seinem Hof auf dem böhmischen Grundstück ein hölzernes Aborthäuschen und einen Misthaufen an. 1913 übersiedelte er nach Hermannsreuth. Diese grenzüberschreitende Normalität endete nach dem Zweiten Weltkrieg. Auf der Grundlage der Beneš-Dekrete wurde auch der böhmische Grundbesitz der Familie Dill enteignet. Die weitere Nutzung des vom Hof durch eine Hintertür zugänglichen Aborts und Misthaufens wurde stillschweigend geduldet. Auch nach der Errichtung des Eisernen Vorhangs sowie dem Abriss des inzwischen in Hraničná umbenannten böhmischen Dorfes änderte sich daran nichts, bis 1965 ein Grenzzwischenfall die Aufmerksamkeit der Behörden erlangte.
Am 2. August 1965 büxte der zweijährige Sohn des Grundstücksbesitzers Josef Dill durch die grenzüberschreitende Hofpforte aus und lief über die Fluren von Hraničná durch die tschechoslowakischen Grenzzone. Die Aufsichtsperson konnte das Kind ca. 150 m hinter dem Hof aufgreifen und zurück nach Deutschland verbringen; wegen ihrer Schwerhörigkeit reagierte sie dabei weder auf Zurufe der tschechoslowakischen Grenzposten noch auf einen Warnschuss. Der Vorfall führte zu bilateralen Verhandlungen. Die tschechoslowakischen Grenzbehörden untersagten der Familie Dill zunächst jegliche Nutzung des Gebiets hinter der Grenze zur Tschechoslowakei; sie gestatteten wenig später jedoch die Abortbenutzung, bestanden aber auf die Beseitigung des Misthaufens. Im November 1966 kam es nach Verhandlungen auf unterer Ebene zum Abschluss eines Pachtvertrages mit Josef Dill sen. über ein tschechoslowakisches Grundstück von 200 m²; dem Landwirt wurde dabei der Fortbestand des Misthaufens und die Umfahrung des Schlagbaumes gestattet, ihm wurde die Umfriedung des Grundstückes auferlegt. Der Vorfall erlangte rege mediale Aufmerksamkeit. Neben regionalen Zeitungen waren es vor allem Boulevardblätter, die über die außergewöhnlichen Grundstücksverhältnisse am Eisernen Vorhang berichteten und insbesondere das Aborthäuschen und den Misthaufen hinter der Grenze phantasievoll für ihre Schlagzeilen ausschlachteten.
Nach der Samtenen Revolution setzte Josef Dill jun. das Pachtverhältnis über die 200 m² in der Tschechoslowakei fort. Nach der Einstellung der Viehhaltung wird die Fläche als Gartenland und der ehemalige Misthaufen in reduzierter Größe als Kompost genutzt. Ein in den 1990er Jahren zu nahe an der Grenze errichtetes Treibhaus musste 2007 abgerissen werden, da der Pachtvertrag neben der Freihaltung des Grenzsteins auch einen Mindestabstand von 1 m von der Grenzlinie bei der Bebauung Grenzstreifens vorsah.

## Ortsgliederung
Hraničná ist Teil des Katastralbezirks Pavlův Studenec 3.

## Sehenswürdigkeiten
- Gedenkstein für Ladislav Mráz (1911–1938), am Waldrand
- Informationstafel zum erloschenen Dorf Hraničná / Hermannsreith, am Weg von Hermannsreuth